# Kiwiharpalus townsendi
Kiwiharpalus townsendi is een keversoort uit de familie van de loopkevers (Carabidae). De wetenschappelijke naam van de soort is voor het eerst geldig gepubliceerd in 2005 door Larochelle & Lariviere.